# Кампания в Гипускоа
Кампанията в Гипускоа е част от Гражданската война в Испания, където националистическата армия завладява северната провинция Гипускоа, държана от Републиката.

## Предпоставки
В края на юли войските на Емилио Мола изпитват недостиг на амуниции (имайки само 26 000 патрона). Тогава Франсиско Франко му изпраща големи запаси от боеприпаси и оръжия от Италия и Нацистка Германия през Португалия (600 000 патрона). На 13 август Мола се среща с Франко в Севиля и решава да превземе Сан Себастиан и Ирун, за да отреже баските от френската граница в западния край на Пиринеите.

## Кампанията

### Напредване към Сан Себастиан
Кампанията първоначално е замислена от генерал Емилио Мола като напредване към Ирун, за да отреже северните провинции от Франция и да се свърже с националистическия гарнизон в Сан Себастиан, който трябва да превземе този град. Кампанията е отклонена от настъплението към Ирун, когато прекият път към града е блокиран от разрушаването на моста при Ендарласа. Когато се разчува, че националистите в Сан Себастиан са обсадени в Куартел де Лойола, Алфонсо Беорлеги отклонява всичките си сили на запад към този град в опит да облекчи националистическия гарнизон. Други две националистически колони настъпват към града от точки на запад с намерението да го отрежат от Бискай. Въпреки това, на 27 юли гарнизонът на националистите в Сан Себастиан се предава.

### Напредване към Ирун
След неуспеха да облекчат обсадата на националистите в Сан Себастиан, силите на Беорлеги възобновяват настъплението си към Ирун, за да отрежат северните провинции Гипускоа, Бискай, Сантандер и Астурия от техния източник на оръжие и подкрепа във Франция. На 11 август националистите превземат Толоса, а Беорлеги превзема Пикокета, ключов хребет към Ирун. Телесфоро Монсон, баски националист, пътува до Барселона, за да търси помощ, но получава само 1 000 пушки, а баските националисти конфискуват златото в местния клон на Банката на Испания, за да купуват оръжия във Франция, но на 8 август френското правителство затваря границата.
На 17 август бунтовническият боен кораб „España“, крайцерът „Almirante Cervera“ и разрушителят „Velasco“ пристигат в Сан Себастиан и започват да обстрелват града. След това германски бомбардировачи Ju 52 и други италиански самолети ежедневно бомбардират граничещите градове Хондарибия и Ирун, както и Сан Себастиан. Освен това националистите залавят републиканския командир в Гипускоа, Гармендия.

### Падане на Ирун и Сан Себастиан
На 26 август Беорлеги започва атаката срещу Ирун. Зле въоръжените и необучени леви и баски националистически милиции се бият смело, но не успяват да отблъснат натиска на бунтовниците. След кръвопролитни битки, съпротивителните сили са победени: хиляди цивилни и милиционери бягат в паника през френската граница на 3 септември 1936 г. В същия ден градът е окупиран. Беорлеги е ранен и умира месец по-късно.
Разгневени от липсата на муниции, отстъпващите анархисти изгарят части от града. Националистите последват това с превземането на Сан Себастиан на 13 септември. Умиращият генерал Беорлеги все още може да ръководи парада на триумфалните крайнодесни бунтовнически войски, влизащи в града без бой.
Значителен брой от 80 000 жители бягат към Бискай. Британският полеви журналист Джордж Л. Стиър определя цифрата на ужасеното население, бягащо към Билбао на 30 000 души. Активисти на баската националистическа партия организират евакуация на града преди падането му, задържайки анархистите, малко на брой, които планират да сеят хаос.
Въпреки тяхната евакуация, 485 са убити в града в резултат на псевдопроцеси, организирани от испанските бунтовнически войски след окупацията до 1943 г., но през първите месеци на окупацията приблизително 600 са убити в извънсъдебни екзекуции. Сред тях Стиър цитира екзекуцията на седемнадесет свещеници с баски националистически симпатии. Кметът на града също е изправен пред бърза екзекуция.
Националистическите бунтовници напредват още на запад. Те са спрени от републиканците при Бурунтса за няколко дни, но продължават натиска си до външните покрайнини на Бискай.

## Последица
Националистите завладяват 1 000 квадратни километра земя и много фабрики. Нещо повече, те отрязват баските от симпатизиращата Франция. След това Индалесио Прието, републиканският министър на отбраната, изпраща републиканския флот до северните пристанища, за да предотврати блокада от бунтовници.ef>Thomas, Hugh. (2001). The Spanish Civil War. Penguin Books. London. p.397</ref>
След превземането на Сан Себастиан, говоренето на баски език е забранено с прокламация. Окупацията е последвана от жестоки репресии срещу неудобни фигури и личности. Сред тях, баското духовенство е изложено на изтезания и бърза екзекуция заради семейните си връзки и/или близостта с баските националистически поддръжници и идеи. Като цяло те са издирвани според черните списъци, съставени в Памплона. Въпреки случайните вътрешни протести в църковната йерархия, те не стигат далеч. Във висшите военни и църковни кръгове е взето решение за широко разпространена чистка на духовенството в Гипускоа. Окупаторите също прочистват провинциалния съвет, което води до експулсирането на 1 051 държавни служители, 123 от които железопътни оператори.
Омразата, залегнала в основата на репресиите, е доказана от убийството на Хосе Аристимуньо (свещеник и основна личност на баския културен ренесанс през предходните години), измъчван и разстрелян на 18 октомври в гробището Ернани заедно с други хванати в бягство църковни и цивилни жертви.